# Horizon: An American Saga - Capitolo 1
Horizon: An American Saga - Capitolo 1  (Horizon: An American Saga - Chapter 1) è un film del 2024 co-scritto, diretto, co-prodotto e interpretato da Kevin Costner. Il film è il primo capitolo di una tetralogia in corso di produzione.

## Trama
Negli anni a cavallo della Guerra civile americana, l'epopea del West vissuta attraverso il punto di vista di vari personaggi tra avventure, combattimenti, sudore, sangue e la lotta tra i coloni e i nativi.
Il film si apre di fatto nel 1859, con i primi coloni della San Pedro Valley che, sotto lo sguardo vigile di alcuni Apache, tracciano i confini del loro appezzamento con la corda da agrimensore e piantano i paletti che circoscriveranno la loro proprietà (operazione che in inglese viene definita dall’espressione gergale «to claim a stake», ovvero – letteralmente – rivendicare il paletto). Poco dopo, la seconda nidiata di coloni del territorio discute su quale sia il modo migliore per preparare il letto per la semina e rivoltare il terreno con l’aratro.
Ci troviamo quindi in un contesto ancora marcatamente comunitario, lontano dalla civiltà industriale. Di contro, le due storie che scorrono parallele contengono in nuce gli elementi che porteranno alla definitiva transizione verso la civitas: Hayes Ellison è il rappresentante di un’economia di mercato destinata a soppiantare l’economia di scambio incentrata sulle risorse e i beni naturali; il convoglio guidato da Van Weyden, in cui non possono mancare due carovanieri provenienti dal vecchio mondo (ai quali non a caso è affidata la funzione di contemplare e riprodurre col disegno la topografia di un nuovo mondo che non sanno comprendere), è chiaramente il segno di una futura mobilità sociale.
La prima linea di racconto, ambientata nella San Pedro Valley (e quindi al confine tra Stati Uniti e Messico), narra le vicende di un gruppo di coloni spinti da vantaggiosi concessioni terriere (l’azione principale si svolge intorno al 1863, ovvero in prossimità dell’emanazione dell’Homestead Act che favoriva l’assegnazione di lotti ai piccoli proprietari a disdoro dei grandi landowners) a creare una comunità agricola in un’area che gli Apache ritengono loro esclusivo distretto di caccia. La seconda, che si svolge inizialmente nel Montana, segue il mercante di bestiame Hayes Ellison (Kevin Costner) e le peripezie a cui va incontro per proteggere Marigold (Abbey Lee) – e il bambino che la giovane custodisce, figlio dell’amica Lucy (Jena Malone) – dalle grinfie della spietata famiglia Sykes. La terza ha per protagonista una carovana diretta da Santa Fe alla comunità colonica (ribattezzata Horizon) della San Pedro Valley, guidata dall’abile ma non troppo deciso Matthew Van Weyden (Luke Wilson).

## Produzione
Le riprese del primo capitolo sono iniziate il 29 agosto 2022 nel sud dello Utah e si sono concluse nel novembre dello stesso anno; le riprese del secondo capitolo sono invece iniziate nel maggio 2023.
Il budget totale dei due capitoli è stato di 100 milioni di dollari.

## Promozione
Il primo trailer del film è stato diffuso il 5 ottobre 2023.

## Distribuzione
La prima parte è stata presentata in anteprima, fuori concorso, al Festival di Cannes 2024.
Il film è previsto in due parti: Capitolo 1, dal 28 giugno 2024 nelle sale cinematografiche statunitensi e dal successivo 4 luglio nelle sale italiane, e Capitolo 2, la cui uscita è slittata a data da destinarsi dopo i risultati insoddisfacenti al box office del precedente episodio. Il Capitolo 2 è stato presentato in anteprima mondiale il 7 settembre 2024 durante l'81ª Mostra internazionale d'arte cinematografica di Venezia.

### Divieti
Negli Stati Uniti il film è stato vietato ai minori di 17 anni non accompagnati da adulti per la presenza di "violenza, sessualità e nudità".

## Accoglienza

### Incassi
Il capitolo 1 del film ha incassato 38735702 $, di cui 29035702 $ nel mercato domestico nordamericano.

### Critica
Sull'aggregatore Rotten Tomatoes 160 critici esprimono un gradimento del 51%, su Metacritic il voto medio di 47 critici è 49/100.
Aldo Spiniello di Sentieri selvaggi scrive: "anche nei vuoti, nei difetti, nelle cose che non tornano, ciò che avverti sempre, è un desiderio commovente", mentre Vanity Fair lo definisce "un'accozzaglia di trame stereotipate e confuse"; positivo invece il parere di Emanuele Antolini su CineFacts, che parla di un'opera che "vive di atmosfera, ponendo un punto fondamentale sul rapporto spazio temporale dei luoghi mostrati".
Aldo Spiniello recensisce su Sentieri Selvaggi anche la seconda parte del progetto di Costner, presentata fuori concorso al Festival di Venezia 2024 e scrive che si tratta di «Un’opera che sembra sempre più un gigantesco spazio aperto, immenso come la frontiera. Qualcosa che assomiglia alla vita. Dove l’ordine è solo un tentativo ideale».

## Sequel
La produzione del terzo film è stata sospesa a causa dello sciopero degli sceneggiatori di Hollywood del 2023.